# Японская полярная акула
Японская полярная акула (лат. Somnisious longus) — вид рода полярных акул семейства сомниозовых акул отряда катранообразных. Обитает в северо-западной, юго-западной и юго-восточной части Тихого океана. Встречается на глубине до 1160 м. Максимальный зарегистрированный размер 143 см. Размножается яйцеживорождением. Не представляет интереса для коммерческого рыболовства.

## Таксономия
Долгое время вид Somnisious longus считался синонимом длиннорылой полярной акулы, обитающей в Атлантическом океане и Средиземном море. Недавние исследования подтвердили существование отдельного вида на основании морфологических и меристических различий. Однако сравниваемые экземпляры были слишком малы, поэтому требуется дальнейший анализ и исследования ДНК. Видовой эпитет происходит от слова нем. longus — «длинный».

## Ареал
Японская полярная акула обитает в северо-западной, юго-западной и, вероятно, юго-восточной части Тихого океана у побережья Японии и Новой Зеландии. Вероятно, одна особь была поймана на подводном хребте Наска.. Эти акулы встречаются в верхней и средней части материкового склона на глубине от 120 до 1116 м.

## Описание
Максимальный зарегистрированный размер составляет 143 см.

## Биология
Японская полярная акула размножаются яйцеживорождением. Вероятно, самки крупнее самцов. Самцы и самки достигают половой зрелости при длине 98—110 см и 128—130 см.

## Взаимодействие с человеком
Вид не представляет интереса для коммерческого промысла. Иногда в качестве прилова попадает в тралы, ярусы и крабовых ловушек. Медленный репродуктивный цикл делает этих акул чувствительными к перелову. Данных для оценки Международным союзом охраны природы статуса сохранности вида недостаточно.